# Honda CR-Z
| Sterne im Euro-NCAP-Crashtest |

Der Honda CR-Z (Compact Renaissance Zero) ist ein kompaktes, sportliches Coupé mit Hybridantrieb, das von Mitte 2010 bis 2016 auf dem Markt war.
Das Auto gilt als Nachfolger des Honda CRX und nutzt die Plattform des Honda Insight. Produziert wurde das Modell im Werk nahe der japanischen Stadt Suzuka. Die Entwicklung des Modells fand jedoch beim italienischen Designstudio und Karosseriebauunternehmen Vercarmodel Saro in Orbassano statt.
Der Verkauf des CR-Z wurde in Deutschland zum Jahresende 2013 aufgrund zu geringer Stückzahlen eingestellt. 2016 lief die Produktion des Coupés ersatzlos aus.

## Antrieb
Der CR-Z wird von einem 1,5 Liter großen Vierzylinder-Reihenmotor mit 84 kW (114 PS) in Kombination mit dem Honda IMA (Integrated Motor Assist), einem Elektromotor mit 10 kW (14 PS), angetrieben.
Der CR-Z ist das erste Hybridfahrzeug, welches in Deutschland nur mit einem 6-Gang-Schaltgetriebe ausgeliefert wird. Die addierte Systemleistung beträgt 91 kW (124 PS) bei 6100 Umdrehungen pro Minute. Das maximale Drehmoment des Benzinmotors von 145 Nm liegt bei 4800/min an, das des Elektromotors von 78,4 Nm bei 1000/min. Den kombinierten Kraftstoffverbrauch gibt Honda mit 5,0 l/100 km an, die CO2-Emission mit 117 g/km.

### Antriebskonzept
Für den Honda CR-Z wurde ein Antriebskonzept eingesetzt, das bereits bei anderen Hybridfahrzeugen des Herstellers wie dem Honda Civic oder dem Honda Insight im Alltag erprobt worden war. Der Hersteller setzt einen traditionellen Benzinmotor mit 1,5 Litern Hubraum und einer Leistung von 84 kW (114 PS) ein. Der 10 kW (~14 PS) Elektromotor des Honda CR-Z unterstützt den Verbrennungsmotor speziell beim Anfahren oder starker Beschleunigung. So konnte ein effizienteres downsizing Konzept bei dem Fahrzeug realisiert werden. Es ist jedoch nicht möglich rein elektrisch mit diesem Fahrzeug zu fahren (Mild-Hybrid). Dadurch konnte der Verbrauch im Mix auf fünf Liter begrenzt werden (117 g/km CO2). Je nachdem ob der Anspruch des Fahrers mehr sportlich oder eher am Verbrauch orientiert war, stehen drei unterschiedliche Fahrdynamikeinstellungen bereit (Econ/Normal/Sport).

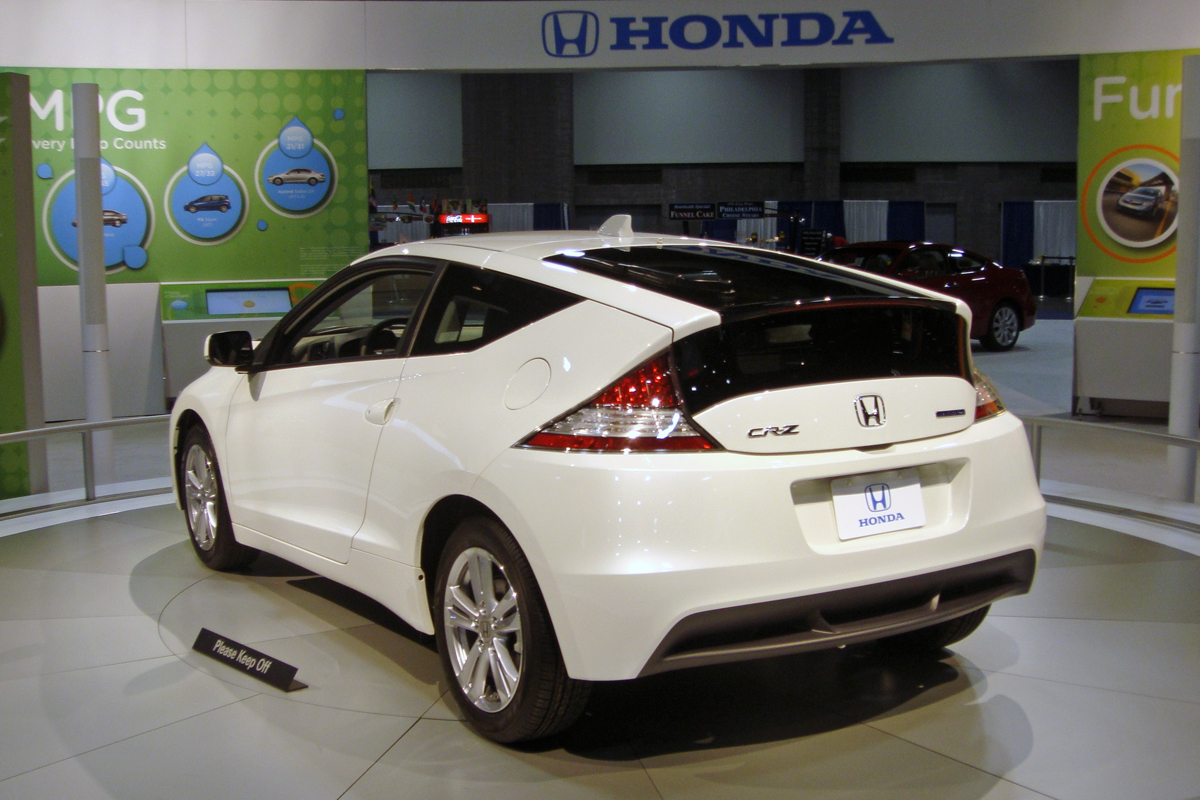
Heckansicht
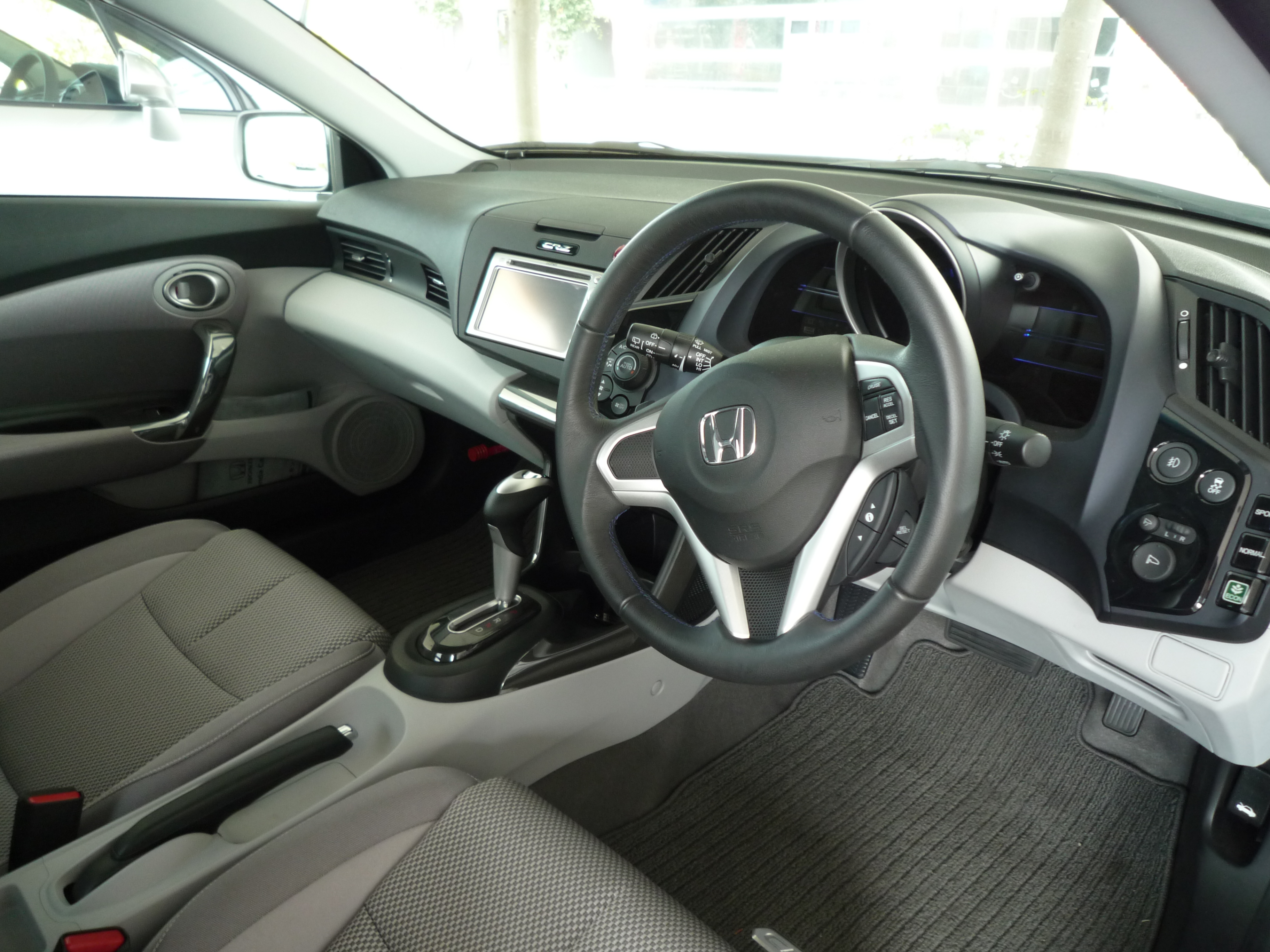
Interieur (Rechtslenker)

## Modellpflege

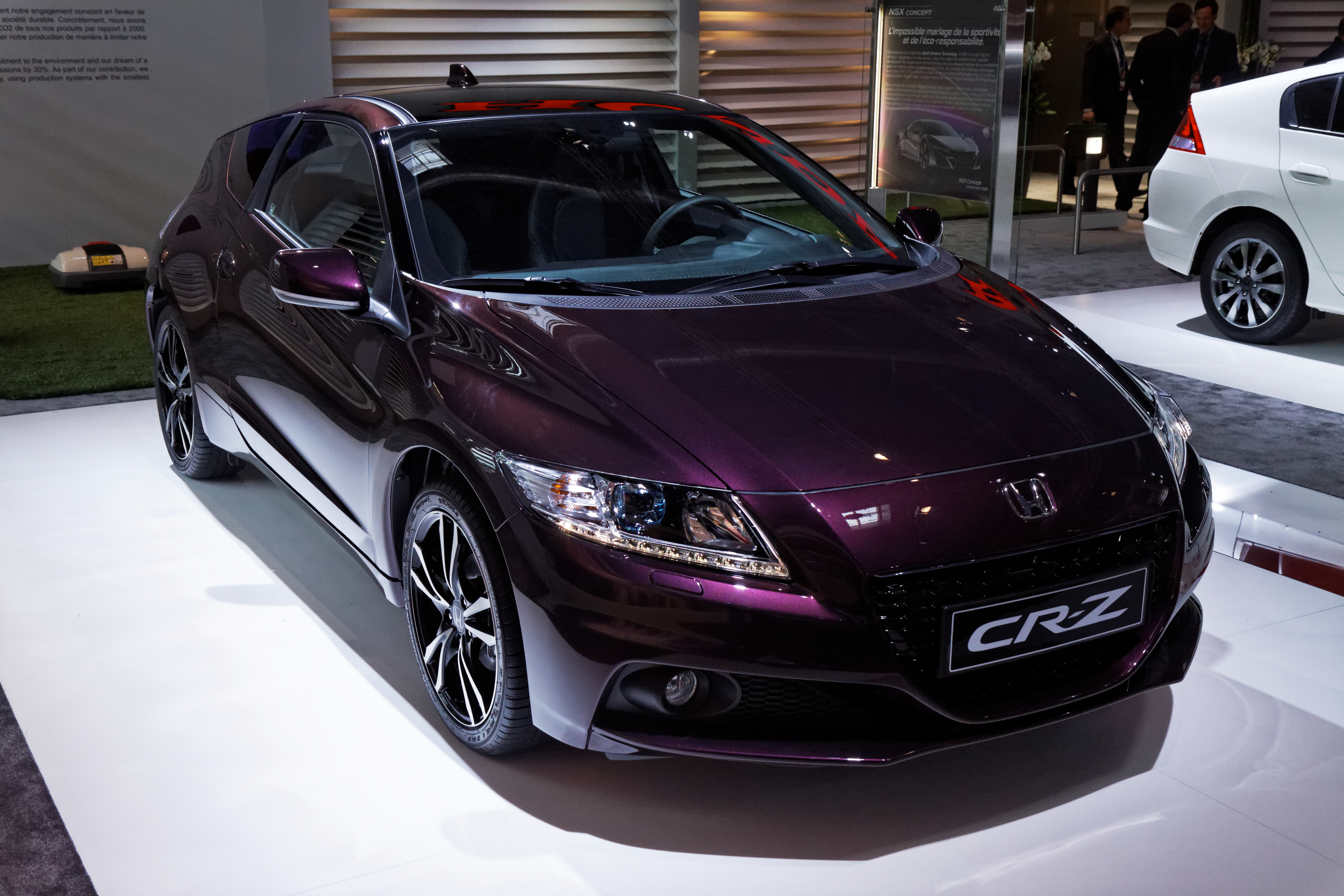
Honda CR-Z (2013–2016)

Im Januar 2013 wurde eine Modellpflege durchgeführt, welche unter anderem eine verbesserte Motorsoftware und leistungsstärkere Hybridtechnik nutzt. Die Messepremiere fand auf dem Pariser Autosalon am 29. September 2012 statt.
Er erhielt dabei unter anderem überarbeitete Stoßfänger, einen modifizierten Kühlergrill und einen neuen Diffusor. Die Leistung des 1,5-Liter-Benzinmotor stieg von 84 kW (114 PS) auf 89 kW (121 PS), die Nickel-0.6 kWh Metallhydrid-Batterie wurde durch eine Lithium-Ionen-Batterie ersetzt.
Die Gesamtleistung erhöhte sich dabei um 10 auf nun 101 kW (137 PS).
Zudem bekommt der CR-Z das Sport Plus-Boost-System. Wenn die Batterie zu mehr als 50 Prozent geladen ist, kann der Fahrer das System per Knopfdruck am Lenkrad aktivieren. Die Beschleunigung kann dann für bis zu maximal zehn Sekunden elektrisch unterstützt werden. Eine Anzeige im Armaturenbrett blinkt, wenn das System aktiv ist. Das Boost-System steht in allen Fahrmodi Econ, Normal und Sport zur Verfügung.

## Entwicklung
Der CR-Z ist ausgelegt als ein Automobil, das Fahrspaß mit hoher Umweltverträglichkeit kombinieren soll.
Der Chefentwickler Norio Tomobe gibt an, durch den Hybridantrieb einen Sportwagen geschaffen zu haben, der trotz Fahrfreude keine Schuldgefühle des Fahrers verursacht.
| Kenngrößen                                  | 1.5 IMA                     | 1.5 IMA                     |
| Bauzeitraum                                 | 06/2010–01/2013             | 01/2013–2016                |
| Motorkenndaten                              |                             |                             |
| Motortyp                                    | R4-Ottomotor + Elektromotor | R4-Ottomotor + Elektromotor |
| Gemischaufbereitung                         | Saugrohreinspritzung        | Saugrohreinspritzung        |
| Motoraufladung                              | —                           | —                           |
| Hubraum                                     | 1497 cm³                    | 1497 cm³                    |
| max. Leistung E-Motor                       | 84 kW (114 PS) bei 6100/min | 89 kW (121 PS) bei 6600/min |
| max. Leistung E-Motor                       | 10 kW (14 PS) bei 1500/min  | 15 kW (20 PS) bei 1500/min  |
| Leistung Gesamtsystem                       | 94 kW (128 PS)              | 101 kW (137 PS)             |
| max. Drehmoment max. Drehmoment E-Motor     | 145 Nm bei 4800/min         | 146 Nm bei 4800/min         |
| max. Drehmoment max. Drehmoment E-Motor     | 78 Nm bei 1000/min          | 78 Nm bei 1000/min          |
| Drehmoment Gesamtsystem                     | 174 Nm bei 1000–1500/min    | 190 Nm bei 1000–2000/min    |
| Kraftübertragung                            |                             |                             |
| Antrieb, serienmäßig                        | Vorderradantrieb            | Vorderradantrieb            |
| Getriebe, serienmäßig                       | 6-Gang-Schaltgetriebe       | 6-Gang-Schaltgetriebe       |
| Messwerte                                   |                             |                             |
| Höchstgeschwindigkeit                       | 200 km/h                    | 200 km/h                    |
| Beschleunigung, 0–100 km/h                  | 9,9 s                       | 9,1 s                       |
| Kraftstoffverbrauch auf 100 km (kombiniert) | 5,0 l Super                 | 5,0 l Super                 |
| CO2-Emission (kombiniert)                   | 117 g/km                    | 116 g/km                    |
| Abgasnorm nach EU-Klassifikation            | Euro 5                      | Euro 5                      |

## Zulassungszahlen
Zwischen 2010 und 2016 sind in der Bundesrepublik Deutschland 2.614 Honda CR-Z neu zugelassen worden.
|  |

|  |

|  |

|  |

|  |

|  |

|  |

|  |

|  |

|  |

|  |

|  |

|  |

|  |

|  |

|  |

|  |

|  |

|  |

|  |

|  |

|  |

|  |

|  |

|  |

|  |

|  |

|  |

|  |

|  |

|  |

|  |

|  |

|  |

|  |

|  |

|  |

|  |

|  |

|  |

|  |

|  |

|  |

|  |

|  |

|  |

|  |

|  |

|  |

|  |

|  |

|  |

|  |

|  |

|  |

|  |

|  |

|  |

|  |

|  |

|  |

|  |

|  |

|  |

|  |

|  |

|  |

|  |

|  |

|  |

|  |

|  |

|  |

|  |

|  |

|  |

|  |

|  |

|  |

|  |

|  |

|  |

|  |

|  |

|  |

|  |

|  |

|  |

|  |

|  |

|  |

|  |

|  |

|  |

|  |

|  |

|  | Benzin-Hybrid (2.614) |

|  | Benzin-Hybrid (2.614) |